# Геологія Норвегії
Геологічна будова Норвегії.
Велика частина території Норвегії (включаючи архіпелаг Шпіцберґен і дрібні острови) є фрагментом каледонського геосинклінального складчастого пояса, що роздробився в кінці мезозою при розкритті Атлантичного океану.
У тектонічному відношенні Норвегія поділяється на дві неоднакові за розмірами області: більшу, північно-західну частину, що зазнала каледонської складчастості (область каледонід), і меншу, південно-східну — з древнім, докаледонським фундаментом (область Балтійського щита). Область каледонід континентальної Норвегії має складну покривно-насувну складчасту структуру. У будові області беруть участь два комплекси порід: докембрійські метаморфічні породи фундаменту, які зазнали повторної каледонської складчастості (архейські і ранньопротерозойські граніти, гнейси, кристалічні сланці, метавулканіти, пізньопротерозойські пісковики), і породи каледонського складчастого пояса (пізньопротерозойські пісковики, сланці, конґломерати і вапняки; вендські льодовикові відклади — тиліти, кварцити, сланці; кембро-силурійські пісковики, конґломерати, вулканогенно-осадові і карбонатні відклади).
Тектонічні покриви норвезьких каледонід представлені серією тектонічних пластин, що перекривають одна одну. Вони порушені пізнішою каледонською складчастістю і розломами. У будові області каледонід беруть участь різні докаледонські і каледонські інтрузивні, ефузивні і офіолітові комплекси порід, а також післякаледонські платформні відклади. Каледоніди архіпелагу Шпіцберґен, що є відособленими блоками геосинклінального складчастого пояса, характеризуються складчасто-блоковою структурою. У їх будові беруть участь метаморфічні породи докаледонського фундаменту, каледонські геосинклінальні і орогенні утворення і породи платформного чохла, включаючи покривало четвертинних льодовикових відкладів. У будові області континентальної Норвегії (південно-західна частина Балтійського щита) беруть участь метаморфічні і магматичні комплекси докаледонських складчастостей протерозою і платформні відклади (від кембрію до четвертинного періоду).
Метаморфічні комплекси області Балтійського щита і тектонічні вікон в каледонідах представлені нижньо- і верхньопротерозойськими товщами, метаморфізованими в основному до ґранулітової і амфіболітової фацій. Метаморфічні комплекси області каледонід Норвегії, що досягли в основному зеленосланцевої фації метаморфізму, мають пізньопротерозойський і нижньопалеозойський вік. Ґрабен Осло, що датується початком пермі, розділяє два докембрійських мегаблоки Південної Норвегії і виконаний нижньопермськими континентальними червоноколірними гірськими породами і перекриваючою їх потужною лужною вулкано-плутонічною асоціацією (лави, аґломерати, субвулканічні тіла лужно-базальтового складу).
Платформні утворення (кембро-силур, девон, перм, юра, крейда) розвинуті слабко. Широко поширені четвертинні льодовикові, озерно-болотяні, перигляціальні і алювіальні утворення. Морські четвертинні відклади, розвинені слабко (узбережжя Північного моря і Атлантичного океану).